# Pfarrkirche Haigermoos

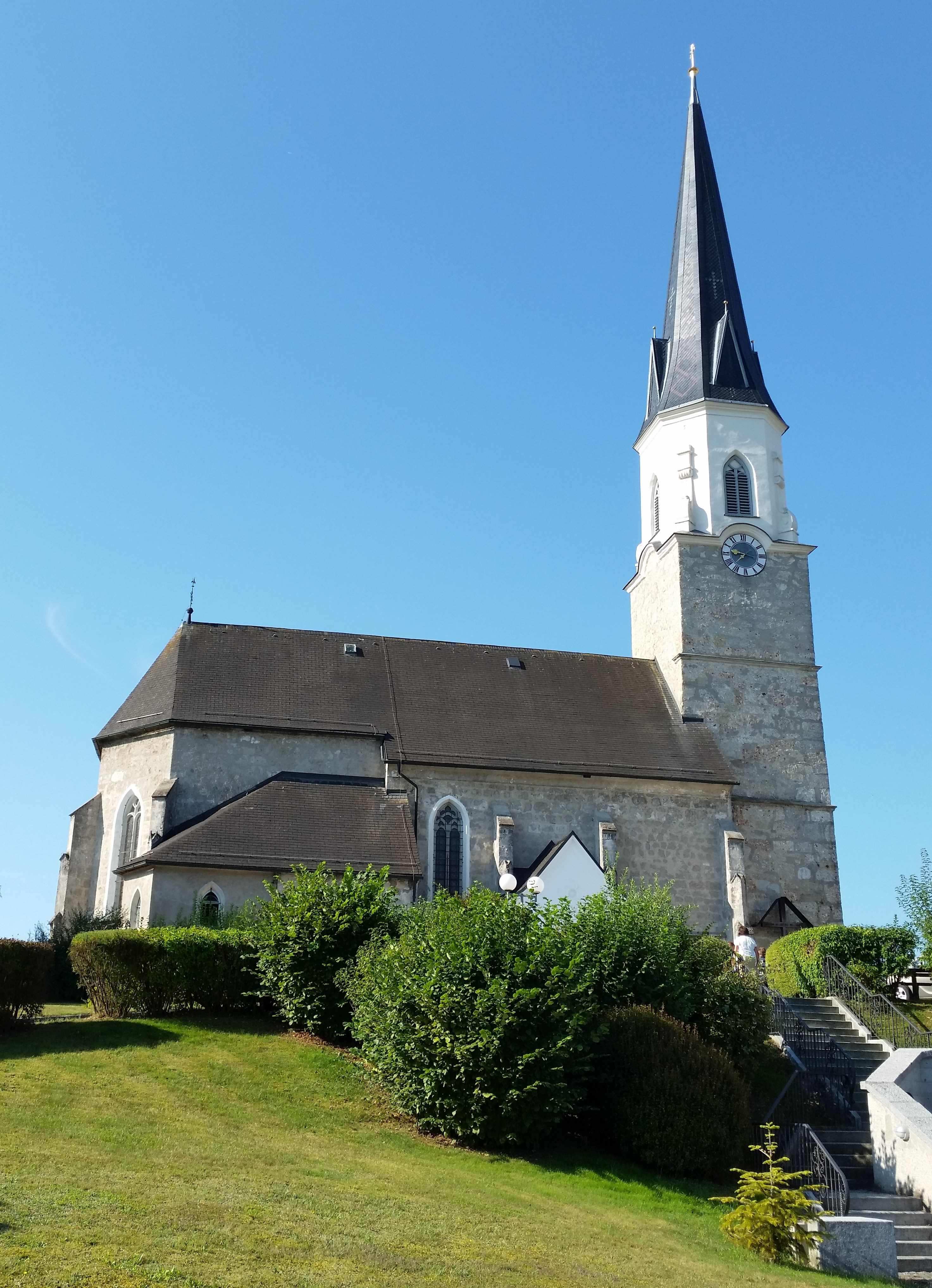
Katholische Pfarrkirche Hll. Petrus und Paulus in Haigermoos

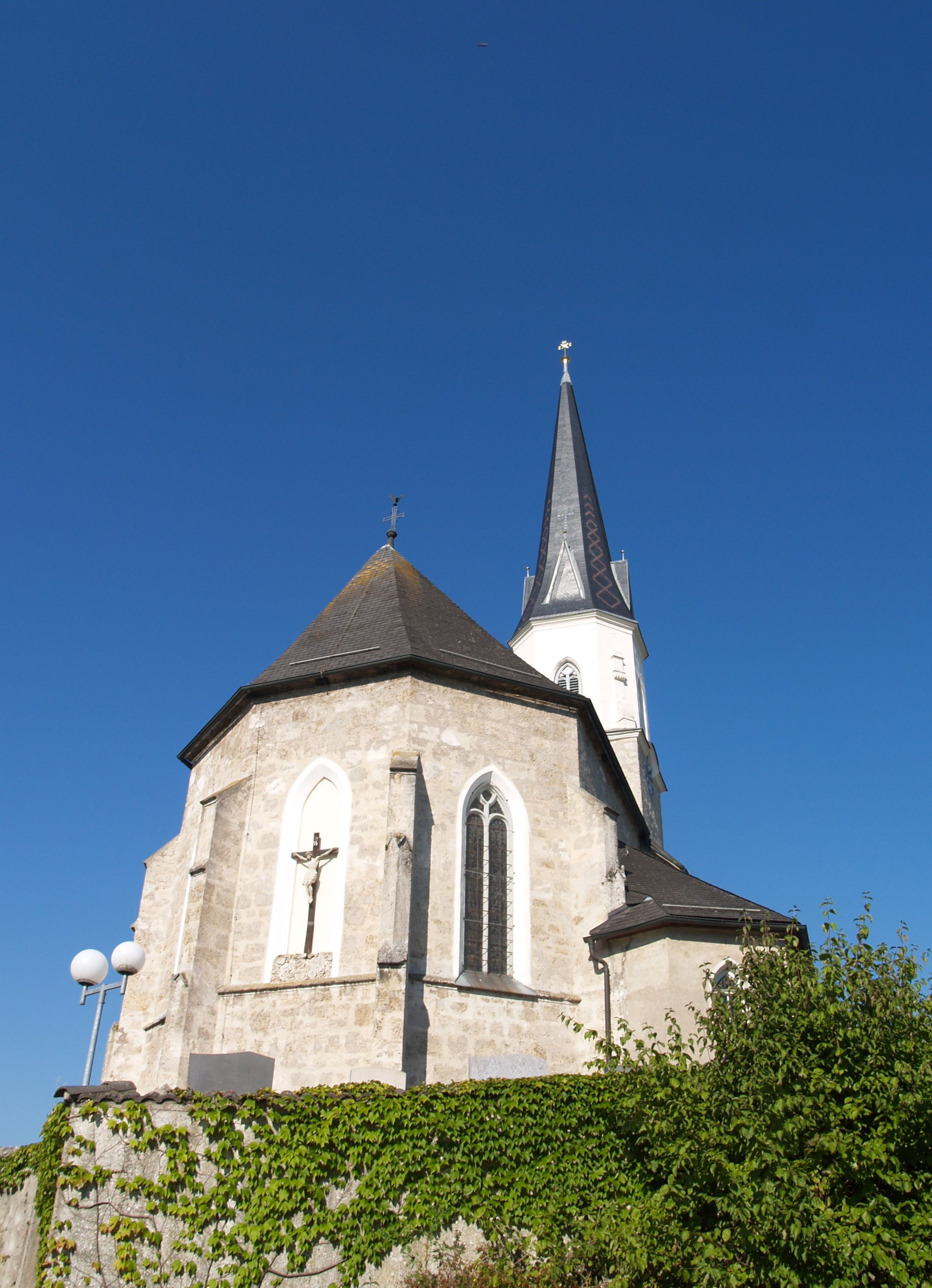
Ansicht von Osten

Die römisch-katholische Pfarrkirche Haigermoos steht in der Gemeinde Haigermoos im Bezirk Braunau am Inn in Oberösterreich. Sie ist den Heiligen Petrus und Paulus geweiht und gehört zum Dekanat Ostermiething in der Diözese Linz. Das Bauwerk steht unter Denkmalschutz (Listeneintrag).

## Geschichte
Die Kirche wird um 1070 das erste Mal urkundlich erwähnt. Die heutige Kirche stammt aus der zweiten Hälfte des 15. Jahrhunderts. Die Oberkirche wurde nach einer Jahreszahl am Fronbogen 1466 erbaut.

## Architektur

### Kirchenäußeres
Das Bauwerk ist eine spätgotische Doppelkirche. Die Geländestruktur machte die Anlage einer Unterkirche erforderlich. Der Westturm mit quadratischem Grundriss wurde nach Brand im Jahr 1775 mit einem achteckigen Aufsatz und einem spitzen Turmhelm abgeschlossen. Der Turmhelm wurde nach Entwurf des Dombaumeisters Raimund Jeblinger im Jahr 1886 neugotisch erneuert. Die Ober- und Unterkirche werden durch kielbogige Steinportale mit reichem Stabwerk erschlossen. Die Tür zur Unterkirche weist spätgotische Lilienbeschläge auf.

### Kircheninneres
Unterkirche
Die Unterkirche ist eine weitgespannte zweischiffige Hallenkirche mit dreijochigem Langhaus. Darüber ist ein Sternrippengewölbe eingezogen. Der einjochige Chor ist leicht eingezogen und netzrippengewölbt mit dreiseitigem Schluss.
Oberkirche
Die Oberkirche ist weiträumig gestaltet. Sie besteht aus einem einschiffigen, dreijochigen Langhaus, das mit einem Netzrippengewölbe mit teilweise gewundenen Rippen geschlossen ist. Der zweijochige Chor ist ebenfalls leicht eingezogen und netzrippengewölbt. Er endet in einem Dreiachtelschluss.

## Ausstattung
Unterkirche
Der Hochaltar wurde 1647 vom Tischler Sebastian Dusler, von Bildhauer Balthasar Mayr und Maler Johann Miller geschaffen. Alle stammen aus Burghausen. Das Altarbild stellt die „Taufe Christi“ dar. Der ädikulaförmige Aufbau ist mit korinthischen Säulen, Sprenggiebel und Knorpelwerkdekor gestaltet. Die Seitenaltäre bestehen aus Teilen der neugotischen Altäre der Oberkirche.
Oberkirche
Der Hochaltar stammt aus dem Jahr 1717 mit Skulpturen von Ferdinand Oxner und Gemälden von Franz Josef Camerloher. Der Altar wurde in den Jahren 1765, 1836 und 1906 renoviert. Die Seitenaltäre standen ursprünglich in der Unterkirche. Der linke Altar ist ein Marienaltar aus der zweiten Hälfte des 17. Jahrhunderts. Er stammt aus der um 1875 abgebrochenen Kirche in Ofenwang. Die Figuren sind aus Ton, eventuell handelt es sich hierbei um die Nachgüsse der ursprünglichen gotischen Holzfiguren. Die spätgotische Madonnenfigur aus Ton stammt vom Ende des 15. Jahrhunderts. Der rechte Seitenaltar ist der sogenannte Annen-Altar aus dem 17. Jahrhundert. Auf ihm stehen gute spätgotische Holzfiguren vom ehemaligen Hochaltar. Die Figuren stellen die heilige Maria mit Kind, sowie die Heiligen Petrus und Paulus dar. Die Figuren wurden zwischen 1515 und 1520 geschaffen und stammen aus dem Umfeld von Hans Leinberger. Die Kanzel ist ein Werk aus der Zeit um 1770 mit einem frontseitigen Relief der Gesetzestafeln und Statuetten der vier Evangelisten, der Schalldeckel ist von einer Figur des Guten Hirten bekrönt.
Die Orgel mit zwei Manualen und zehn Registern wurde 1893 von Albert Mauracher aus Salzburg-Mülln erbaut. Die vier Glocken stammen aus den Jahren 1890, 1918/19 und 1961.